# Agents of Mayhem
Agents of Mayhem es un videojuego de mundo abierto perteneciente al género de acción y aventura desarrollado por Volition y publicado por Deep Silver. El videojuego se lanzó en agosto del año 2017 para Microsoft Windows, PlayStation 4 y Xbox One. Los temas del videojuego se basan en las caricaturas de los sábados por la mañana y las películas de superhéroes. Está ambientado en el mismo universo ficticio de la serie de Volts's Saints Row, e incluye varias tramas y cruces de personajes.

## Modo de juego
Agents of Mayhem es un videojuego de mundo abierto, de acción y aventura que se juega desde una perspectiva en tercera persona. El videojuego se desarrolla en una versión futurista de Seúl, Corea del Sur, catalogada como "la ciudad del mañana". El videojuego cuenta con doce agentes, y los jugadores pueden elegir cualquiera para grupos de tres para completar las misiones y explorar el mundo. Los agentes se dividen en cuatro tríos: los Bombshells (el ingeniero italiano Joule, el inmunólogo indio Rama y el jugador de fútbol alemán Red Card); The Carnage a Trois (el estratega de campo estadounidense Braddock, la estadounidense Derby Driver Daisy y el "Cold Warrior" ruso Oleg Kirlovbajo el alias "Yeti"); el escuadrón de fusilamiento (el líder de la pandilla estadounidense Pierce Washington bajo el alias "Kingpin", el sicario japonés Oni y el asesino de Medio Oriente Scheherazade); y la Fuerza francesa (el ex pirata del cielo colombiano Fortune, el suboficial Hardtack de la Armada de los Estados Unidos, y el actor canadiense y proclamado "Cara de Mayhem" de Hollywood). Se proporcionan tres agentes adicionales a través del contenido descargable: el teniente de la policía de Seúl, Johnny Gat; El soldado marroquí Fatima Daoud, también conocido como "Lázaro"; y el genio pirata informático Kinzie Kensington, bajo el alias "Safeword".
Cada agente tiene su propio estilo de juego único y habilidades. Por ejemplo, Hardtack usa su escopeta como su arma principal, mientras que Hollywood utiliza su rifle de asalto. A medida que los jugadores infligen daño a los enemigos con sus armas, los jugadores acumulan puntos que llenarán una barra. Cuando se llena la barra, los jugadores pueden utilizar las habilidades de mutilación de los agentes, que son movimientos de superpotencia que ayudan mucho al jugador en el combate. Diferentes agentes tienen diferentes habilidades de caos. Por ejemplo, Fortune puede usar su dron, GLORY para aturdir a los enemigos, mientras que Hollywood puede disparar explosiones masivas a su alrededor. Los jugadores pueden cambiar entre los tres agentes que han seleccionado libremente, y experimentar con diferentes combinaciones de agentes para ver qué trío de personajes se adapta mejor a su estilo de videojuego. El movimiento en el videojuego es rápido. Los agentes pueden dar un triple salto por la ciudad o usar autos para atravesar el mundo del videojuego.
Además de las misiones de la campaña principal, también habrá misiones de desbloqueo, que desbloquearán nuevos agentes para que los jugadores los controlen, y misiones personales, que se adentran en la historia de fondo de estos agentes. Los diferentes agentes tendrán una personalidad diferente, y sus respuestas a los eventos dentro del videojuego varían. A medida que el jugador progresa en el videojuego, los agentes obtendrán puntos de experiencia, dinero en efectivo, habilidades, nuevos aparatos y modificaciones que mejorarán su eficiencia de combate. También hay opciones de personalización cosmética para los agentes y las armas que aparecen en el videojuego.

## Ambientación
Agents of Mayhem está ambientado en un universo compartido junto a las series de Volition Saints Row y Red Faction, que tienen lugar después del final "recreación la Tierra" de la expansión independiente de Saints Row IV, Gat out of Hell . La trama del videojuego gira en torno a una organización conocida como MAYHEM (M ultinational Un genc y H unting E vil M asterminds), fundada por Perséfone Brimstone (un personaje por primera vez en Gat out of Hell) y financiado por la Corporación Ultor (uno de los principales antagonistas de Saints Row 2 y de la serie Red Faction, que luego se fusionan con Saints Row en Saints Row: The Third). Teniendo púrpura de los Santos de la flor de lis logotipo, el objetivo de MAYHEM es evitar que la organización del supervillano LEGION (la L eague de E vil G entlemen I ntent en O bliterating N aciones) logre la destrucción de las naciones del mundo. El videojuego está ambientado en una versión para el futuro cercano de Seúl, en Corea del Sur.

## Argumento
En la historia, Perséfone Brimstone fue una vez parte de la organización de supervillanos LEGION y parte de sus planes para la conquista mundial, así como casada con el ministro de la Envidia. Perséfone aprendió que el líder de LEGION, the Morningstar, planeaba cosechar el poder de la Materia Oscura para alterar la realidad y ascender a la divinidad. Perséfone detuvo esos planes y se fue con una aeronave llamada ARK, y en represalia, LEGION y su esposo lanzaron un ataque en su ciudad natal, París. Después de haberse vuelto completamente contra LEGION, Perséfone usó todos los recursos que pudo conseguir para formar MAYHEM y vengarse de LEGION.
LEGION se revelaría más tarde al público con un ataque mundial para derrocar a los gobiernos del mundo. Este evento se llamaría más tarde "La noche del diablo" y jugaría en las historias de fondo de muchos de los agentes de MAYHEM, como Franchise Force, que consiste en Rod "Hollywood" Stone, un exactor convertido en "rostro" autoproclamado de MAYHEM; Marina "Fortune" Santos, una pirata del cielo que fue reclutada cuando Perséfone quedó impresionada con sus habilidades de ladrón; e Ishmael "Hardtrack" Funderburke, un exoficial de la Marina cuyo barco fue destruido por LEGION. Otros agentes incluyen a Janel Braddock, un exsargento de instrucción y novia de la mano derecha de Perséfone el viernes; Piper "Daisy" Andrews, una chica derby malhumorada y hollywoodense s de nuevo fuera de nuevo novia; Cosima "Joule" Bellini, modelo de moda e ingeniera brillante; Masamune "Oni" Senichi, un asesino de Yakuza que se volvió contra su familia del crimen cuando supo que estaban trabajando para LEGION; Pranati "Rama" Malhotra, un inmunólogo que busca encontrar una cura para una plaga LEGION desatada en la India; Ingo "Red Card" Rotkapp, un fanático del fútbol enloquecido que incitó a un motín para luchar contra un ataque de LEGION; y un enigmático asesino que pasa por Scherezade. Este videojuego también presenta un inmunólogo que busca encontrar una cura para una plaga LEGION desatada en la India; Ingo "Red Card" Rotkapp, un fanático del fútbol enloquecido que incitó a un motín para luchar contra un ataque de LEGION; y un enigmático asesino que pasa por Scherezade. Este videojuego también presenta un inmunólogo que busca encontrar una cura para una plaga LEGION desatada en la India; Ingo "Red Card" Rotkapp, un fanático del fútbol enloquecido que incitó a un motín para luchar contra un ataque de LEGION; y un enigmático asesino que pasa por Scherezade. Este videojuego también presentaLos personajes de Saints Row como agentes jugables, como Pierce Washington, que se ha convertido en el capo de Stillwater, y unieron a las pandillas para luchar contra un ataque de LEGION; y Ji-hoon "Johnny" Gat, que se ha convertido en teniente de policía de la Agencia de Policía Metropolitana de Seúl. Los eventos de la Noche del Diablo pusieron a Johnny en coma. Cuando se despertó, descubrió que era el único sobreviviente de la SMPA, que ha sido reemplazado por policías de robots.
Al comienzo del videojuego, Perséfone instala MAYHEM en Seúl, Corea del Sur, donde rastrean al Dr. Babylon, el ambicioso líder del Ministerio de Orgullo para LEGION que planea recolectar un cristal gigante de materia oscura de un cometa. La Fuerza de Franquicia es enviada para matarlo pero fracasa. Para distraer a MAYHEM, Babilonia usa a su teniente Hammersmith para causar destrucción en Seúl para distraer a MAYHEM antes de que Hammersmith sea derrotado por los agentes. Babylon luego usa a August Gaunt, un joven cantante y otro de sus lugartenientes para lavarles el cerebro a sus fanáticos e intentar cambiar la ciudad de Seúl contra MAYHEM, pero los agentes se enfrentan a él en su concierto y cierran su tecnología, exponiendo a Gaunt como un fraude.
Luego, MAYHEM planea recuperar un programa informático inteligente llamado AISHA, un grupo de idol femenino virtual que LEGION está utilizando como virus, pero uno de los tenientes cibernéticos de Babilonia llamado Steeltoe se enamora de AISHA y comienza una relación con ella. Steeltoe y AISHA pretenden fusionar sus AI, pero Steeltoe es asesinado por los agentes de MAYHEM en su "boda". Un AISHA vengativo, liderado por su avatar rojo, comienza una campaña de desprestigio contra MAYHEM, y finalmente crea un sencillo musical que matará a sus oyentes, antes de comenzar un ataque a los programas de computadora de ARK. Las otras AISHA se dan cuenta de lo inestable que es la Aisha Roja, pero la mayoría de ellas mueren dejando solo la AISHA Roja y Púrpura. El AISHA Púrpura de buen grado vence a MAYHEM ya que sus agentes destruyen el AISHA Rojo.
Al desesperarse, Babylon envía a Ariadne, la brillante hija de un científico que Babilonia mató antes de intentar lavarle el cerebro con un microchip. Ariadne supera el microchip, pero el esfuerzo la volvió loca y planea vengarse de Babilonia. Ariadne lanza ataques de robots en Seúl y secuestra a varias personas, incluida la ingeniera tecnológica de MAYHEM, Katy "Gremlin" Fox. Los agentes van a rescatar a Gremlin, pero mientras tienen éxito, Ariadne logra escapar antes de cortar el microchip de su cabeza.
Finalmente, MAYHEM busca encontrar el robot gigante de Bablyon llamado Proyecto Damocles, pero cuando finalmente lo descubren, Babilonia lanza un ataque por toda la ciudad, e incluso un ataque a la ARK antes de apoderarse de Damocles y extraer el cristal de materia oscura. Entonces se revela que Ariadne había colocado su microchip en Damocles para volver loca a Babylon como venganza. Esto es contraproducente, cuando Babilonia se da cuenta de que ahora tiene el máximo poder en LEGION y hace un intento por usurpar a Morningstar y rehacer la realidad a su imagen. Babilonia usa a Damocles para ir en un alboroto y el poder del cristal de materia oscura para comenzar a reescribir la realidad donde gobierna el mundo. Los agentes entran en la grieta para luchar contra Babilonia y sus secuaces recreados, y eventualmente destruyen el cristal de materia oscura. Con el cristal destruido, la realidad vuelve a la normalidad cuando los Damocles chocan contra la Tierra. Babilonia y los agentes sobreviven al choque, pero el ejecutor de LEGION Marcus Longinus toma a Babilonia y, presumiblemente, la mata como castigo por su fracaso, mientras que Perséfone hace que MAYHEM se retire de Seúl.

## Desarrollo
El desarrollo del videojuego comenzó poco después del lanzamiento de Saints Row IV. El videojuego comenzó su ciclo de desarrollo como un arte conceptual y descripciones de personajes, y después de recibir comentarios positivos de personas que han escuchado su tono, uno de los cuales lo describió como "GI Joe versus Cobra Megafight 2020", el videojuego pronto entró en plena producción. A diferencia de los videojuegos anteriores de Saints Row, que solo tienen un protagonista controlado por un jugador, Agentes se Mayhem presenta múltiples personajes jugables. Esto se hizo porque Volition reflexionó sobre algunos de sus eventos de fanes anteriores, donde los fanáticos optaron por el cosplay como los personajes secundarios más que el personaje central. Lo consideraron una evidencia para demostrar que los fanáticos de la franquicia estarían interesados en un videojuego enfocado en los personajes. Otra razón es que la compañía, inspirada en League of Legends y Dota 2, quería que los jugadores formaran una fuerte conexión con los personajes. Volition también pensó que el videojuego, al ser un título para un solo jugador, tiene una gran ventaja, ya que la mayoría de los videojuegos con un reparto diverso de personajes están enfocados en el modo multijugador. El tono y el estilo del videojuego se inspiraron en las caricaturas de acción de los años 80 como GI Joe, He-Man y series de televisión como Brigada A.
En 2014, después de recibir $ 200,000 en incentivos de la ciudad de Champaign, Illinois, Volition comenzó a contratar a más de 100 empleados para comenzar a trabajar en un nuevo proyecto. Poco se supo sobre este videojuego hasta que se descubrió una marca comercial de Agents of Mayhem presentada por Koch Media (la empresa matriz de Deep Silver) en mayo del 2016, junto con los currículos que vinculaban el proyecto con Volition. Más especulaciones surgieron de una entrevista de Polygon en 2013 con Scott Phillips de Volition, refiriéndose a los jugadores de Saints Row como "agentes del caos". El videojuego se anunció formalmente el 6 de junio de 2016 con un tráiler de anuncio cinematográfico lanzado a través de IGN. Agents of Mayhem fue lanzado en Norteamérica el 15 de agosto de 2017 y en Europa el 18 de agosto de 2017.

## Recepción
Agents of Mayhem recibió reseñas "mixtas o promedio", según el agregador de reseñas Metacritic.
La puntuación 7/10 de Nick Valdez en Destructoid que declaró que el videojuego era "Sólido y definitivamente tiene una audiencia. Podría haber fallas difíciles de ignorar, pero la experiencia es divertida".
El 5/10 fue el puntaje de Alice Bell en VideoGamer.com, quien dijo: "A pesar de los divertidos combates y los personajes, Agents of Mayhem se vuelve repetitivo y molesto. Al tratar de perseguir la popularidad de Saints Row, no tiene una identidad propia".
La puntuación de 7/10 de Michael Goroff en Electronic Gaming Monthly dijo que " Agents of Mayhem es uno de esos videojuegos con tanto potencial que simplemente no llega a las alturas que probablemente podría. Dicho esto, es un combate estimulante y un sistema de personajes único. haz que esté esperando una secuela más pulida, más plenamente concebida".
Connor Sheridan dijo en GamesRadar: "Las tácticas de cambio de héroe añaden una ventaja única al combate en tercera persona, mientras que el humor y el corazón elevan los fundamentos típicos de salvación del mundo de Agents of Mayhem a niveles memorables", y le otorgaron una puntuación de 4 de 5 estrellas.
Dan Ryckert de Giant Bomb le dio al videojuego una puntuación de 2 de 5 estrellas diciendo que "puede compartir un género y un universo con Saints Row, pero Agents of Mayhem es una cáscara sin vida del trabajo anterior de Volition".
"Con combates divertidos y un reparto agradable, Agents of Mayhem se apoya demasiado en las peleas repetitivas para ser verdaderamente heroico", fue la conclusión de Jon Ryan de IGN con una puntuación de 7.1 / 10.
En PC Gamer Jon Morcom le dio al videojuego un 67/100 con el consenso de que 'sirve una generosa variedad de estilos de videojuego, pero se ve obstaculizada por los niveles repetitivos y algunas opciones de diseño sin inspiración.'
Justin McElroy, de Polygon, le otorgó 5.5/10, declarando que "Esto probablemente comenzó a sentirse como una letanía de pecados en lugar de una crítica convincente, pero es la mejor manera que tengo de ilustrar las fallas de Agents of Mayhem. No es derrotado por ninguna cosa, pero se deshace en mil pequeños cortes. Agents of Mayhem te ofrece diversión teórica. Personajes, poderes, mejoras, toneladas de misiones: es desesperante que el jugador se divierta. Es un impulso noble, pero que es deprimentemente incapaz de cumplir constantemente.
Brett Todd, en una revisión de GameSpot, concluyó que "hay poco para Agents of Mayhem más allá de su actitud burlona y grandilocuente, lo que empuja al videojuego a un territorio de rejas detestables. Tiene un pobre diseño de las misiones y errores. Un videojuego con un montón de caos, pero no mucho más".

### Reconocimientos
Ben "Yahtzee" Croshaw de Zero Punctuation lo clasificó quinto en su lista de los videojuegos Blandest de 2017. El videojuego fue nominado para "Rendimiento en comedia, de Soporte" con Eliza Schneider como la Agent Rama, y para "Guion en una Comedia" en los premios de la National Academy of Video Game Trade Reviewers.